# Ніколаєнко Василь Сидорович
Василь Сидорович Ніколаєнко (24 серпня 1909, селище Кам'янське, тепер місто Дніпропетровської області — 1986, місто Київ) — український радянський і партійний діяч, голова Львівського міськвиконкому, секретар Дрогобицького обкому КПУ.

## Життєпис
Народився в родині робітника. Трудову діяльність розпочав у 1920 році.
Навчався у Дніпропетровському інституті інженерів залізничного транспорту. Закінчив Харківський педагогічний інститут
Член ВКП(б) з 1931 року.
З 1934 року працював на партійній роботі. З травня 1939 року — завідувач військового відділу Харківського обласного комітету КП(б)У.
З 25 травня 1941 року — секретар Харківського обласного комітету КП(б)У з транспорту.
Під час німецько-радянської війни був евакуйований у східні райони СРСР. Працював секретарем Омського обласного комітету ВКП(б).
З лютого по квітень 1944 року — в.о. 3-го секретаря Волинського обласного комітету КП(б)У.
У квітні 1944 — березні 1947 року — 3-й секретар Львівського обласного комітету КП(б)У.
З липня 1947 року — 1-й заступник голови виконавчого комітету Львівської міської ради депутатів трудящих — виконувач обов'язків голови виконавчого комітету Львівської міської ради.
У 1948—1951 роках — голова виконавчого комітету Львівської міської ради депутатів трудящих.
З жовтня 1951 по липень 1955 року працював інспектором ЦК КПУ.
23 липня 1955 — травень 1959 року — секретар Дрогобицького обласного комітету КП(б)У.
20 серпня 1959 — березень 1961 р. — голова виконавчого комітету Львівської міської ради депутатів трудящих.
У 1961—1984 роках — на керівній роботі в Укрголовкомунпостачі, у Всесоюзному науково-дослідному і проектно-конструкторському інституті нафтохімічної промисловості (ВНДІПКнафтохім), в Українському державному проектно-конструкторському і науково-дослідному інституті нафти (УкрдіпроНДІнафти) у місті Києві.
З 1984 року — персональний пенсіонер союзного значення у Києві.
Помер у грудні 1986 року в Києві.

## Нагороди
- орден Трудового Червоного Прапора
- орден «Знак Пошани»
- медалі